# 1994 في أستراليا
فيما يلي قوائم الأحداث التي وقعت خلال عام 1994 في أستراليا.

## سياسة

### تعيين في المنصب
- 28 يناير – مارك لاذام عضو مجلس النواب الأسترالي.
- 12 مارس – كارمن لورنس عضو مجلس النواب الأسترالي،وزير الخدمات الاجتماعية [الإنجليزية]‏.
- 26 مارس – توني أبوت عضو مجلس النواب الأسترالي.

### انتهاء فترة المنصب
- 14 فبراير – كارمن لورنس عضو الجمعية التشريعية لأستراليا الغربية.
- 27 مايو – جوان كيرنير عضو الجمعية التشريعية فيكتوريا.

## رياضة
- 13 نوفمبر – جائزة أستراليا الكبرى 1994 الفائز نايجل مانسيل.

## موسيقى

### أغاني
من الأغاني التي صدرت هذه السنة في أستراليا:
- 29 أغسطس – كونفايد إن مي من غناء كايلي مينوغ.
- 14 نوفمبر – بت يورسلف إن ماي بليس من غناء كايلي مينوغ.

## مواليد

### يناير
- 16 يناير – شارلوت بيست ممثلة أسترالية.
- 21 يناير – لورا روبسون لاعبة كرة مضرب بريطانية.
- 24 يناير – أنتوني فيشر لاعب كرة سلة أسترالي.

### فبراير
- 1 فبراير – لوك سافيل لاعب كرة مضرب أسترالي.

### مارس
- 8 مارس – ديلان تومبيديس لاعب كرة قدم أسترالي.

### أبريل
- 7 أبريل – فيكتوريا راجيسيك لاعبة كرة مضرب أسترالية.
- 9 أبريل – براد سميث لاعب كرة قدم أسترالي من مواليد 1994.
- 20 أبريل – جوردان طومسون لاعب كرة مضرب أسترالي.

### مايو
- 24 مايو – إيما مكيون سباحة أسترالية.
- 31 مايو – ماديسون ويلسون سبّاحة أسترالية.

### يونيو
- 15 يونيو – أليس إنجليرت ممثلة أسترالية.
- 19 يونيو – بريتاني إلمسليي سبّاحة أسترالية.

### يوليو
- 11 يوليو – كاليب إيوان درّاج طريق أسترالي.
- 18 يوليو – آبي مايرز لاعبة كرة مضرب أسترالية.

### أغسطس
- 11 أغسطس – ستورم ساندرز لاعبة كرة مضرب أسترالية.

### سبتمبر
- 5 سبتمبر – هايلي راسو لاعبة كرة قدم أسترالية.

### أكتوبر
- 31 أكتوبر – كونور تشابمان لاعب كرة قدم أسترالي.

### نوفمبر
- 22 نوفمبر – داكر مونتغمري ممثل أسترالي.
- 26 نوفمبر – أزرا هاجيتش لاعبة كرة مضرب أسترالية.
- 28 نوفمبر – بوني أندرسون موسيقية أسترالية.

## وفيات

### يناير
- 30 يناير – دون تيرنبول (مواليد 1909) لاعب كرة مضرب أسترالي.

### يوليو
- 3 يوليو – ليو هود (مواليد 1934) لاعب كرة مضرب أسترالي.